# Marcello Crescenzi (1500-1552)
Pour les articles homonymes, voir Marcello Crescenzi.
Marcello Crescenzi (né  en 1500 à Rome, alors la capitale des États pontificaux et mort à Vérone le 28 mai 1552) est un cardinal italien du XVIe siècle. D'autres cardinaux de la famille sont Pier Paolo Crescenzi (1611) et Alessandro Crescenzi (1675).

## Biographie
Marcello Crescenzi est clerc romain, chanoine de la basilique Saint-Pierre et auditeur de la Rote romaine. Il est nommé évêque de Marci en 1534, et il renonce à ce poste avant 1545.
Mgr Crescenzi est créé cardinal par le pape  Paul III lors du consistoire du 2 juin 1542. Il est nommé administrateur apostolique de Conza en 1546.
Le cardinal Crescenzi est légat à Bologne et au concile de Trente. Il participe au conclave de 1549-1550 lors duquel Jules III est élu pape. Il est camerlingue du Sacré Collège en 1551. 